# 滇麸杨
滇麸杨（学名：Rhus teniana）为漆树科盐肤木属的植物，为中国的特有植物。分布在中国大陆的云南等地，生长于海拔1,900米的地区，一般生于灌丛中，目前尚未由人工引种栽培。